# Laubuseschbach
Laubuseschbach ist ein Ortsteil der Gemeinde Weilmünster im mittelhessischen Landkreis Limburg-Weilburg.

## Geographie
Laubuseschbach liegt im östlichen Hintertaunus im Naturpark Taunus. Höchste Erhebungen bei Laubuseschbach sind der Alteberg mit 370 Metern über NN, der Hühnerküppel mit 369 Metern über NN und der Hasenberg mit 358 Metern über NN.
Durch den Ort fließt der Bleidenbach. Etwa 500 m südwestlich des Dorfes in Richtung Wolfenhausen, steht die Heideneiche auf der Passhöhe an der Kreisverkehr-Kreuzung. 
Die Gemarkungsfläche beträgt 7,73 Quadratkilometer, davon sind 2,09 Quadratkilometer Wald.
Nachbarorte sind Wolfenhausen (südwestlich), Blessenbach (nordwestlich), Rohnstadt (nordöstlich) und Langenbach (östlich).
Nächste größere Städte sind Weilburg (16 km) im Nordwesten, Limburg (25 km) im Westen, Wetzlar (27 km) im Nordosten und Frankfurt am Main (50 km) im Südosten.

## Geschichte

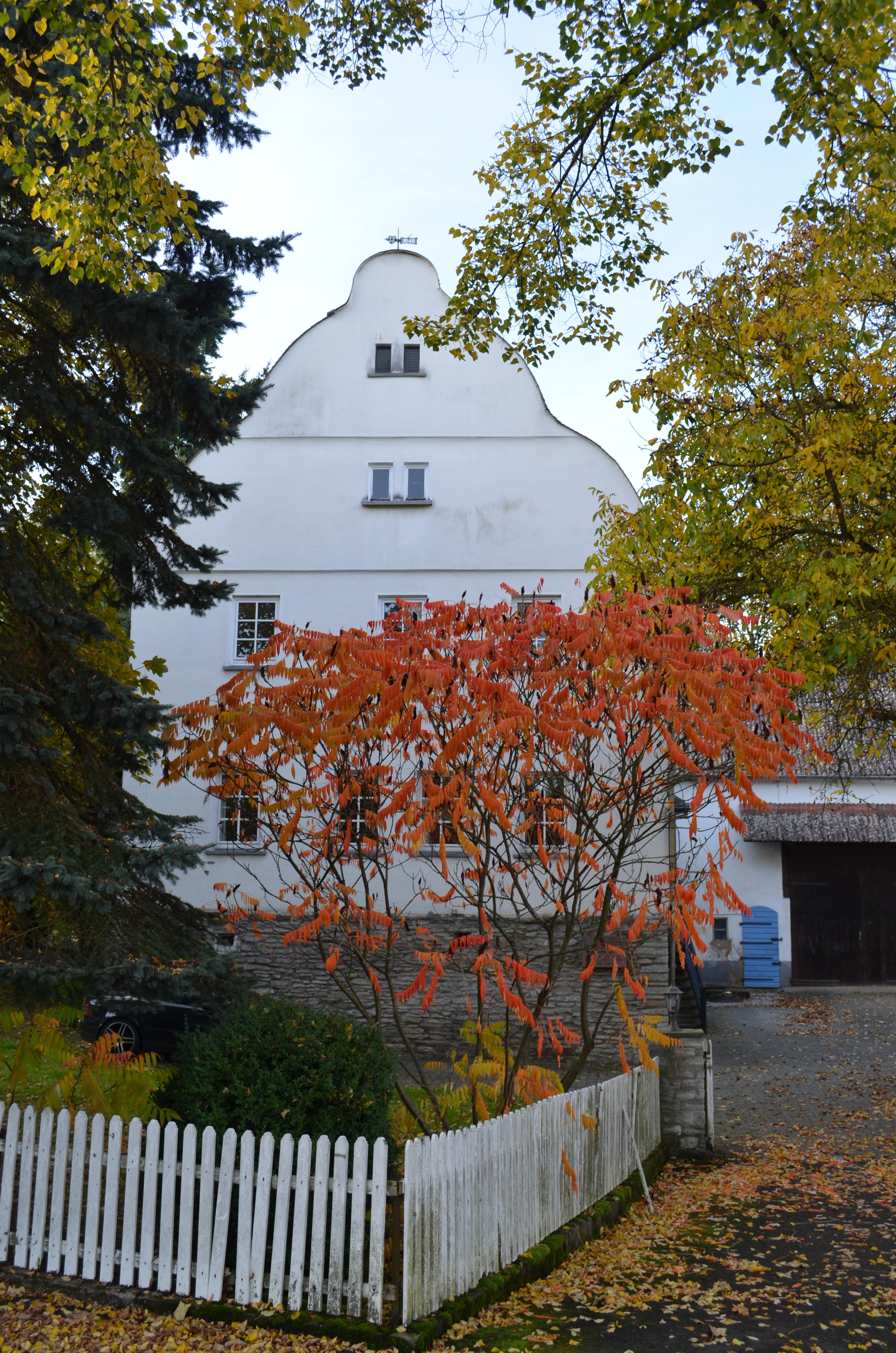
Schönbornscher Hof

### Ortsgeschichte
In erhaltenen Urkunden wurde Laubuseschbach unter den folgenden Ortsnamen erwähnt (in Klammern das Jahr der Erwähnung): Ascabach (897), Ascobach (912), Ascabah (1107), Essebach (1334), Esbach (1457), Essbach (1496), Eschpach (1513), Espach (1537), Eschbach (1802) und Laubuseschbach (1824).
Im Jahr 893 schenkte der Karolingerkönig Arnulf dem Kloster St. Maximin in Trier Teile seiner Besitzungen. Als vier Jahre später, im Jahre 897, sein Sohn Zwentibold diese Schenkung bestätigte, wurde in einer ausführlichen Aufstellung auch Ascapahc (Eschbach) genannt. Die Schenkungsurkunde wird heute im Nationalmuseum in Paris aufbewahrt.
Das Kloster St. Maximin setzt die Herren von Molsberg als Vögte in Eschbach ein. In der ersten Hälfte des 12. Jahrhunderts gelang es ihnen, Eschbach ihrer Grundherrschaft einzuverleiben. Die Herren von Molsberg machten Anfang des 14. Jahrhunderts die Elkerhäuser Ritter zu Lehensträgern von Eschbach. Am 29. Oktober 1323 verkaufte Giso von Molsberg für 24 Mark alle seine Leute, die in den Herrenhof Eschbach gehörten, mit Ausnahme der Kringin, an Hiltwin, „pastorgin“ von Elkerhausen. Ab dem 4. Juli 1390 war der Erzbischof von Trier Lehnsherr für die Herrschaft Eschbach. Im Jahr 1421 wurden Hermann von Haiger, Heilwig von Schönborn und Bernhard von Mudersbach als Erben der Elkerhäuser Ritter mit Eschbach belehnt.
Bekannt ist Laubuseschbach (Burg Eschbach) als Geburtsort von Johann Philipp von Schönborn, einem der bedeutendsten Mainzer Erzbischöfe. Damals hieß Laubuseschbach noch Eschbach. Als im Dreißigjährigen Krieg der nahe gelegene Ort Laubus völlig verwüstet wurde, zogen die Überlebenden nach Eschbach. Daher wurde der Ort 1824 in Laubus-Eschbach, später dann in Laubuseschbach, umbenannt.
Hessische Gebietsreform (1970–1977)
Im Zuge der Gebietsreform in Hessen fusionierten zum 31. Dezember 1970 der bisherige Marktflecken Weilmünster im Oberlahnkreis mit den bis dahin selbstständigen Gemeinden Aulenhausen, Dietenhausen, Ernsthausen, Laimbach, Langenbach, Laubuseschbach, Lützendorf, Möttau, Rohnstadt und Wolfenhausen freiwillig zur neuen Großgemeinde Weilmünster. Essershausen kam am 31. Dezember 1971 hinzu. Für alle zwölf ehemals eigenständigen Gemeinden wurden Ortsbezirke gebildet.

### Verwaltungsgeschichte im Überblick
Die folgende Liste zeigt die Staaten und Verwaltungseinheiten, denen Laubuseschbach angehört(e):

- vor 1806: Heiliges Römisches Reich, Grafschaft (ab 1791 Fürstentum) zu Wied-Runkel, Amt oder Herrschaft Runkel
- ab 1806: Herzogtum Nassau,[Anm. 2] Standesherrschaft Wied-Runkel, Amt Runkel
- ab 1849: Herzogtum Nassau, Kreisamt Hadamar[Anm. 3]
- ab 1854: Herzogtum Nassau, Amt Weilburg
- ab 1867: Königreich Preußen,[Anm. 4] Provinz Hessen-Nassau, Regierungsbezirk Wiesbaden, Oberlahnkreis[Anm. 5]
- ab 1871: Deutsches Reich, Königreich Preußen, Provinz Hessen-Nassau, Regierungsbezirk Wiesbaden, Oberlahnkreis
- ab 1918: Deutsches Reich (Weimarer Republik), Freistaat Preußen, Provinz Hessen-Nassau, Regierungsbezirk Wiesbaden, Oberlahnkreis
- ab 1944: Deutsches Reich, Freistaat Preußen, Provinz Nassau, Oberlahnkreis
- ab 1945: Deutsches Reich, Amerikanische Besatzungszone,[Anm. 6] Groß-Hessen, Regierungsbezirk Wiesbaden, Oberlahnkreis
- ab 1946: Deutsches Reich, Amerikanische Besatzungszone, Hessen, Regierungsbezirk Wiesbaden, Oberlahnkreis
- ab 1949: Bundesrepublik Deutschland, Hessen, Regierungsbezirk Wiesbaden, Oberlahnkreis
- ab 1968: Bundesrepublik Deutschland, Hessen, Regierungsbezirk Darmstadt, Oberlahnkreis
- ab 1971: Bundesrepublik Deutschland, Hessen, Regierungsbezirk Darmstadt, Oberlahnkreis, Gemeinde Weilmünster
- ab 1974: Bundesrepublik Deutschland, Hessen, Regierungsbezirk Darmstadt, Landkreis Limburg-Weilburg, Gemeinde Weilmünster
- ab 1981: Bundesrepublik Deutschland, Hessen, Regierungsbezirk Gießen, Landkreis Limburg-Weilburg, Gemeinde Weilmünster

### Ehemaliger Bahnanschluss
Um die reichen Rohstoffvorkommen in der abgelegenen Region besser abtransportieren zu können, ging am 15. Mai 1892, im Anschluss an die bereits bestehende Weiltalbahn, die Bahnstrecke Weilmünster–Laubuseschbach in Betrieb. Eine geplante Weiterführung der Strecke durch das Laubustal über Wolfenhausen – Münster–Weyer an die Main-Lahn-Bahn fiel dem Ersten Weltkrieg und seinen Auswirkungen auf das dann einsetzende Grubensterben zum Opfer. Ab dem Winterfahrplan 1955 wurde der Personenverkehr nach Laubuseschbach eingestellt, der Güterverkehr folgte 1968. Die Strecke wurde stillgelegt und später abgebaut.

## Bevölkerung

### Einwohnerstruktur 2011
Nach den Erhebungen des Zensus 2011 lebten am Stichtag, dem 9. Mai 2011, in Laubuseschbach 1542 Einwohner. Darunter waren 54 (3,5 %) Ausländer. Nach dem Lebensalter waren 282 Einwohner unter 18 Jahren, 612 zwischen 18 und 49, 315 zwischen 50 und 64 und 333 Einwohner waren älter. Die Einwohner lebten in 654 Haushalten. Davon waren 174 Singlehaushalte, 198 Paare ohne Kinder und 219 Paare mit Kindern, sowie 57 Alleinerziehende und 6 Wohngemeinschaften. In 150 Haushalten lebten ausschließlich Senioren und in 420 Haushaltungen lebten keine Senioren.

### Einwohnerentwicklung
| Laubuseschbach: Einwohnerzahlen von 1825 bis 2020 | Laubuseschbach: Einwohnerzahlen von 1825 bis 2020 | Laubuseschbach: Einwohnerzahlen von 1825 bis 2020 | Laubuseschbach: Einwohnerzahlen von 1825 bis 2020 | Laubuseschbach: Einwohnerzahlen von 1825 bis 2020 |
| --- | ------------------------------------------------- | ------------------------------------------------- | ------------------------------------------------- | ------------------------------------------------- |
| Jahr |                                                   |                                                   |                                                   | Einwohner                                         |
| 1825 | 1825                                              |                                                   | 581                                               | 581                                               |
| 1834 | 1834                                              |                                                   | 699                                               | 699                                               |
| 1840 | 1840                                              |                                                   | 804                                               | 804                                               |
| 1846 | 1846                                              |                                                   | 761                                               | 761                                               |
| 1852 | 1852                                              |                                                   | 770                                               | 770                                               |
| 1858 | 1858                                              |                                                   | 841                                               | 841                                               |
| 1864 | 1864                                              |                                                   | 895                                               | 895                                               |
| 1871 | 1871                                              |                                                   | 937                                               | 937                                               |
| 1875 | 1875                                              |                                                   | 1.000                                             | 1.000                                             |
| 1885 | 1885                                              |                                                   | 1.000                                             | 1.000                                             |
| 1895 | 1895                                              |                                                   | 953                                               | 953                                               |
| 1905 | 1905                                              |                                                   | 995                                               | 995                                               |
| 1910 | 1910                                              |                                                   | 954                                               | 954                                               |
| 1925 | 1925                                              |                                                   | 958                                               | 958                                               |
| 1939 | 1939                                              |                                                   | 971                                               | 971                                               |
| 1946 | 1946                                              |                                                   | 1.356                                             | 1.356                                             |
| 1950 | 1950                                              |                                                   | 1.324                                             | 1.324                                             |
| 1956 | 1956                                              |                                                   | 1.262                                             | 1.262                                             |
| 1961 | 1961                                              |                                                   | 1.279                                             | 1.279                                             |
| 1967 | 1967                                              |                                                   | 1.339                                             | 1.339                                             |
| 1970 | 1970                                              |                                                   | 1.370                                             | 1.370                                             |
| 1987 | 1987                                              |                                                   | 1.345                                             | 1.345                                             |
| 1993 | 1993                                              |                                                   | 1.525                                             | 1.525                                             |
| 1996 | 1996                                              |                                                   | 1.598                                             | 1.598                                             |
| 2001 | 2001                                              |                                                   | 1.683                                             | 1.683                                             |
| 2005 | 2005                                              |                                                   | 1.636                                             | 1.636                                             |
| 2010 | 2010                                              |                                                   | 1.555                                             | 1.555                                             |
| 2011 | 2011                                              |                                                   | 1.542                                             | 1.542                                             |
| 2015 | 2015                                              |                                                   | 1.458                                             | 1.458                                             |
| 2020 | 2020                                              |                                                   | 1.414                                             | 1.414                                             |
| Datenquelle: Historisches Gemeindeverzeichnis für Hessen: Die Bevölkerung der Gemeinden 1834 bis 1967. Wiesbaden: Hessisches Statistisches Landesamt, 1968. Weitere Quellen: ; Zensus 2011 |                                                   |                                                   |                                                   |                                                   |

### Historische Religionszugehörigkeit
| • 1885: | 0948 evangelische (= 94,80 %), zwei katholische (= 0,20 %), 50 jüdische (= 5,00 %) Einwohner |
| • 1961: | 1090 evangelische (= 85,22 %), 182 katholische (= 14,23 %) Einwohner                         |

## Politik
Für Laubuseschbach besteht ein Ortsbezirk (Gebiete der ehemaligen Gemeinde Laubuseschbach) mit Ortsbeirat und Ortsvorsteher nach der Hessischen Gemeindeordnung.
Der Ortsbeirat besteht aus fünf Mitgliedern. Bei den Kommunalwahlen in Hessen 2021 betrug die Wahlbeteiligung zum Ortsbeirat 52,86 %. Dabei wurden gewählt: zwei Mitglieder der SPD, zwei Mitglieder der CDU und ein Mitglied der Bürgerliste. Der Ortsbeirat wählte Manuel Kraus (CDU) zum Ortsvorsteher.

## Kultur und Sehenswürdigkeiten

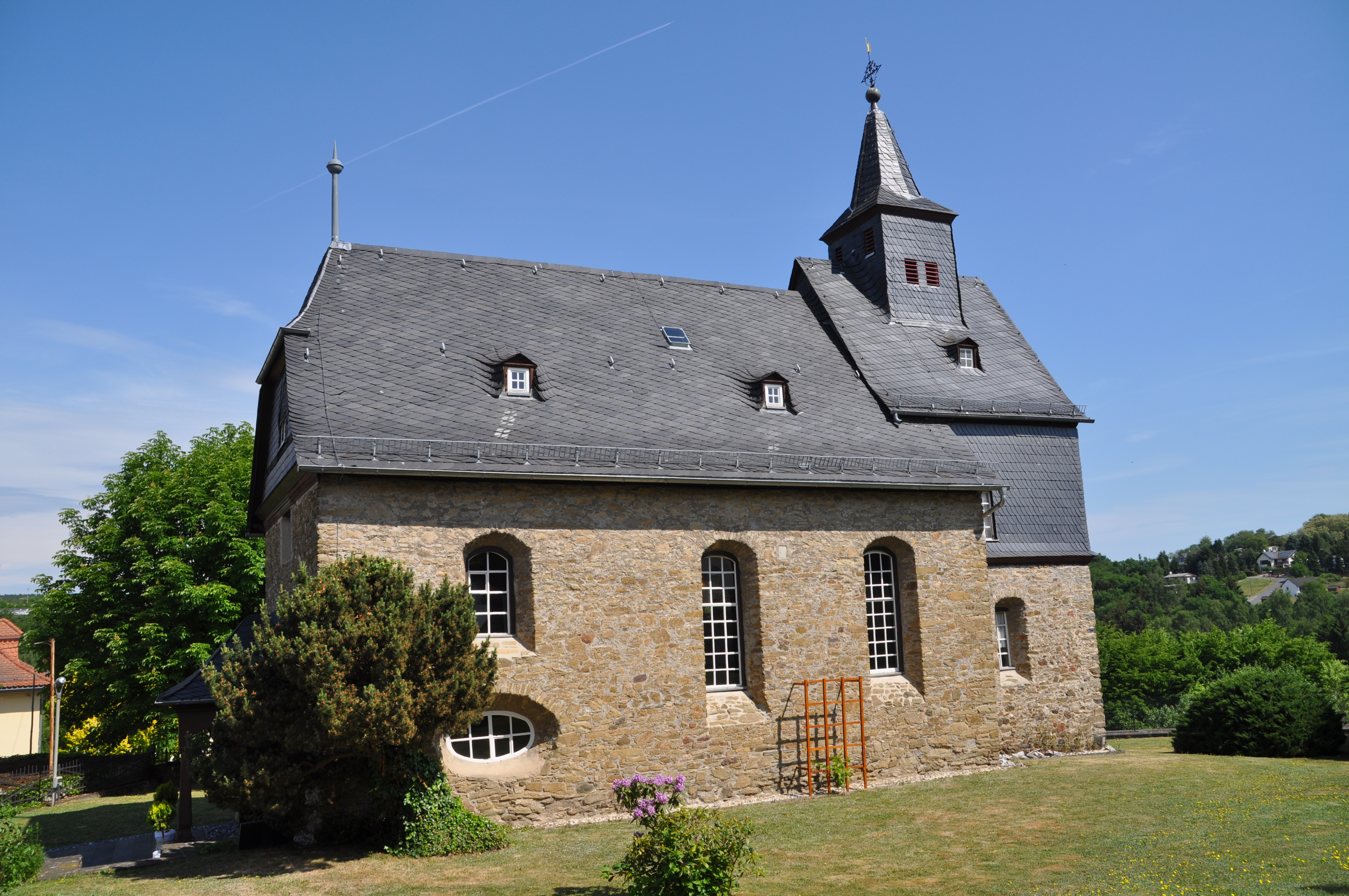
Evangelische Kirche

### Bauwerke
Für die denkmalgeschützten Kulturdenkmäler des Ortes siehe Liste der Kulturdenkmäler in Laubuseschbach.

### Vereine
Auf Ortsebene bestehen die Vereine Chor- und Musikgemeinschaft Frohsinn-Eintracht Laubuseschbach, die Evangelische Frauenhilfe Laubuseschbach, die Freiwillige Feuerwehr Laubuseschbach e. V. seit 1934 (einschl. Jugendfeuerwehr seit 16. Juni 1983 und Kinderfeuerwehr seit 21. August 2010), der Männergesangverein Harmonie Laubuseschbach, der Motorsportclub Laubuseschbach, der TuS Blau-Weiß 1900 Laubuseschbach, das Jugendzentrum Laubuseschbach, der Carneval Club Germania Laubuseschbach sowie die Kirmesburschen und -mädchen Laubuseschbach e. V.

### Äbbelwoifest
In der Nähe des Altebergs veranstaltet die Chor- und Musikgemeinschaft Frohsinn-Eintracht Laubuseschbach seit 1998 am Feiertag des Festes Christi Himmelfahrt (Vatertag) das zur Tradition gewordene Äbbelwoifest (Apfelweinfest). Das im Wald gelegene Gelände zieht jedes Jahr mehrere tausend Besucher aus nah und fern an. Es begann erst als Familienfest, mit einem Karussell, und Familien mit Kindern waren die Besucher. In den darauffolgenden Jahren ist das Fest so gewachsen, dass es mittlerweile ein Anziehungspunkt für jüngeres Publikum geworden ist.

## Infrastruktur
Seit dem Jahr 1934 sorgt die Freiwillige Feuerwehr Laubuseschbach (ab 16. Juni 1983 mit Jugendfeuerwehr und seit 21. August 2010 mit Kinderfeuerwehr) für den abwehrenden Brandschutz und die allgemeine Hilfe in diesem Ort.
Die evangelische Kindertagesstätte „Sonnenschein“ auf der Weisburg führt drei Kindergruppen. Die Evangelische Gemeindebücherei Laubuseschbach leiht seit dem Jahr 2001 im ehemaligen Rathaus Bücher an die Einwohner aus.
Es bestehen das Dorfgemeinschaftshaus in der Kirchgasse, die Vereinshalle des MGV „Harmonie“, das Dorfmuseum im ehemaligen Rathaus, zwei Sportplätze und das Moto-Cross-Gelände am Talberg, Kinderspielplätze sowie Rad- und Wanderwege.

## Persönlichkeiten
- Johann Philipp von Schönborn (1605–1673), in Laubuseschbach geboren, Kurfürst und einer der bedeutendsten Erzbischöfe des Erzbistums Mainz, genannt der Deutsche Salomo
- Friedel Geratsch (* 1951), Gründer und Sänger der NDW-Band Geier Sturzflug
- Helmut Jung (* 1951), deutscher Architekt, Bauunternehmer und Politiker